# William Ruto

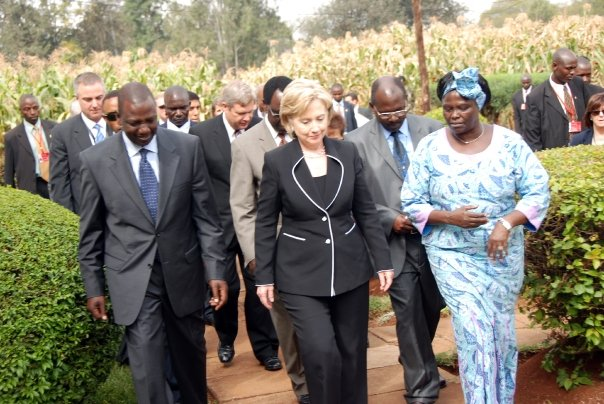
Hillary Clinton tar en promenad med William Ruto, då jordbruksminister, och miljöaktivisten Wangari Maathai.

William Kipchirchir Samoei Arap Ruto, född 21 december 1966, är en kenyansk politiker som sedan april 2022 är landets president. Han var dessförinnan vicepresident, en post han tillträdde i april 2013.